# Led Zeppelin (албум)
Led Zeppelin (понекад називан и Led Zeppelin I) је деби студијски албум енглеске рок групе Лед Зепелин. Објављен је 12. јануара 1969. у Сједињеним Америчким Државама и 31. марта у Уједињеном Краљевству од стране издавачке куће Atlantic Records.
Албум је снимљен у септембру и октобру 1968. у Олимпик Студиос у Лондону, убрзо након формирања бенда. Садржи микс оригиналног материјала разрађеног на првим пробама, и римејкове и преаранжмана савременог блуза и народних песама. Музичке сесије су одржане пре него што је група обезбедила уговор о снимању и укупно су трајале 36 сати; платили су их директно Џими Пејџ, оснивач, вођа и гитариста групе, и менаџер Лед Зепелина Питер Грант и коштали су 1.782 фунти (еквивалентно 26,451 £ године 2018.) да се заврши. Продент је био Пејџ, коме су се као музичару придружили чланови бенда Роберт Плант (главни вокал, хармоника), Џон Пол Џонс (бас, клавијатуре) и Џон Бонам (бубњеви). Перкусиониста Вирам Јасани се појављује као гост на једној нумери. Песме је миксовао Пејџов пријатељ из детињства Глин Џонс, а омот албума који приказује несрећу Хиндерберурга. Омот је дизајнирао Џорџ Харди.
Led Zeppelin је представио фузију блуза и рока групе, а њихово преузимање хард рок звука у настајању било је одмах комерцијално успешно и у Великој Британији и у САД, доспевши до првих 10 на листама албума у обе земље, као и у неколико других. Многе песме су биле дуже и нису биле погодне за објављивање као синглови за радио; Пејџ није био вољан да издаје синглове, па је само Good Times Bad Times, са Communication Breakdown, објављен ван Уједињеној Краљевству. Међутим, због излагања рок радио станицама оријентисаним на албуме и раста популарности бенда, многе песме са албума постале су класична рок радио станица.

## Историјат
Јула 1968. године, енглески рок бенд The Yardbirds се распао након што су два оснивача Кит Релф и Џим Макарти напустили групу, а трећи, Крис Дреја, је отпочео да се бави фотографијом убрзо након тога. Четвртом члану, гитаристи Џимију Пејџу, остављена су права на име и уговорне обавезе за серију концерата у Скандинавији. Пејџ је замолио искусног сессион играча и аранжера Џона Пола Џонса да му се придружи као басиста, и надао се да ће ангажовати Терија Рида као певача и Б. Ј. Вилсона из Процол Харума као бубњара. Вилсон је и даље био посвећен Процол Харум-у, а Рид је одбио да се придружи, али је препоручио Роберта Планта, који се састао са Пејџом у његовој кући за чамце у Пангбурну у Беркширу у августу да разговарају о музици и раду на новом материјалу.
Пејџ и Плант су схватили да имају добру музичку хемију заједно, а Плант је замолио пријатеља и колегу Џона Бонама да свира бубњеве нову групу. Постава Пејџ, Плант, Џонс и Бонам први пут је увежбана 19. августа 1968. (дан пре Плантовог 20. рођендана), непосредно пре турнеје по Скандинавији под именом the New Yardbirds, изводећи неке старе Иардбирдс материјале као и нове песме. Након што су се након турнеје вратили у Лондон, Пејџ је променио име бенда у Лед Зепелин, а група је ушла у Олимпик Студиос у 23 сата 25. септембра 1968. да сними свој деби албум.

## Композиција
Песме на албуму потекле су са првих групних проба, које су потом дорађене на скандинавској турнеји. Група је била упозната са материјалом када су ушли на Олимпиц да би започели снимање, због чега је албум брзо завршен. Плант је учествовао у писању песама, али није добио признање због неистеклих уговорних обавеза према Sony Music. Ретроактивно му је додељено признање за „Good Times, Bad Times“, „Your Time Is Gonna Come“, „Communication Breakdown“, „Babe I'm Gonna Leave You“, и „How Many More Times“.

### Необјављени материјал
Две друге песме са олимпијских сесија, Baby Come On Home и Sugar Mama, изостављене су са албума. Објављени су на реиздању ретроспективног албума Coda 2015. године.

## Песме
А страна
| №               | Назив                    | Трајање |  |
| 1.              | Good Times Bad Times     | 2:43    |  |
| 2.              | Babe I'm Gonna Leave You | 6:40    |  |
| 3.              | You Shook Me             | 6:30    |  |
| 4.              | Dazed and Confused       | 6:27    |  |
| Укупно трајање: | Укупно трајање:          | 22:20   |  |

Б страна
| №               | Назив                     | Трајање |  |
| 1.              | Your Time Is Gonna Come   | 4:41    |  |
| 2.              | Black Mountain Side       | 2:06    |  |
| 3.              | Communication Breakdownоn | 2:26    |  |
| 4.              | I Can't Quit You Baby     | 4:42    |  |
| 5.              | How Many More Times       | 8:28    |  |
| Укупно трајање: | Укупно трајање:           | 22:23   |  |